# Західний Берег (округ Гамбії)
Західний Берег (англ. Western Bank Division) — округ на заході Гамбії. Адміністративний центр — місто Брикама. Площа — 1 764 км², населення — 529 280 осіб (2010 рік). 

## Географія
На північному заході межує з Банжулі, на північному сході з округом Нижня Річка, на сході і півдні з Сенегалом. На півночі знаходиться гирло річки Гамбія, західна частина округу виходить до Атлантичного океану.

## Адміністративний поділ
Адміністративно округ поділяється на 9 районів:
- Фоні Бінтанг-Карена
- Фоні Бондан
- Фоні Брефет
- Фоні Яррол
- Фоні Кансай
- Центральний Комбо
- Східний Комбо
- Північний Комбо (Комбо-Сент-Мері)
- Південний Комбо